# 19718 Albertjarvis
19718 Albertjarvis (1999 VF2) là một tiểu hành tinh vành đai chính được phát hiện ngày 5 tháng 11 năm 1999 bởi D. S. Dixon ở Jornada Observatory.